# Lin jaune
Linum flavum
Espèce
Classification phylogénétique
Le Lin jaune (Linum flavum) est une espèce de plantes à fleurs de la famille des Linaceae. Elle pousse en Europe et en Asie tempérée.